# Kanton Le Moule-1
Kanton Le Moule-1 is een voormalig kanton van het Franse departement Guadeloupe. Kanton Le Moule-1 maakte deel uit van het arrondissement Pointe-à-Pitre en telde 13.614 inwoners (2007). Het werd opgeheven bij decreet van 24 februari 2014, met uitwerking op 22 maart 2015, waarbij een nieuw kanton Le Moule werd gevormd.

## Gemeenten
Het kanton Le Moule-1 omvatte een deel van de gemeente Le Moule.